# Альфа-адреноблокатори

Неселективний альфа-адреноблокатор фентоламін

Празозин — перший препарат із групи селективних α1-адреноблокаторів

Альфа-адреноблокатори — це група лікарських засобів, механізм дії яких полягає у блокуванні альфа-адренорецепторів. У зв'язку із своїм механізмом дії препарати групи застосовуються як препарати другої лінії для лікування артеріальної гіпертензії, для лікування доброякісної гіперплазії передміхурової залози та інших захворювань передміхурової залози, які супроводжуються затримкою сечі, у минулому застосовувалися також для лікування хвороби Рейно, облітеруючого ендартеріїту, облітеруючого атеросклерозу судин нижніх кінцівок та трофічних виразок.

## Класифікація
Альфа-адреноблокатори поділяються на:
- неселективні альфа-блокатори, які блокують як постсинаптичні α1-адренорецептори, так і пресинаптичні α2-адренорецептори,
- селективні α1-адреноблокатори, що блокують виключно α1-адренорецептори.

До неселективних альфа-блокаторів відносяться фентоламін, троподифен, ніцерголін, пророксан, бутироксан, феноксибензамін, індорамін, а також алкалоїди ріжків.
До селективних α1-адреноблокаторів відносяться празозин, доксазозин, теразозин, альфузозин, силодозин, тамсулозин та урапідил. Виділяють також селективні α2-адреноблокатори, до яких відносяться йохімбін і міртазапін.
До альфа-адреноблокаторів також іноді відносять неселективні бета-блокатори карведилол і лабеталол. За механізмом дії до альфа-адреноблокаторів відносяться також нейролептики аміназин і дроперидол.

## Механізм дії
Механізм дії препаратів групи полягає у блокуванні адренорецепторів (зокрема ADRA2B, ADRA2C, ADRA1B, ADRA1A, ADRA2A і ADRA1D), що призводить до усунення дії α-адреностимулюючих гормонів (катехоламінів) на судини. Селективні α1-адреноблокатори блокують виключно постсинаптичні α1-адренорецептори, неселективні альфа-адреноблокатори діють як на постсинаптичні α1-адренорецептори, так і на пресинаптичні α2-адренорецептори. Наслідком дії препаратів групи є розширення периферичних судин (більше артеріол та прекапілярів), зниження периферичного опору судин та зниження артеріального тиску. Наслідком дії альфа-адреноблокаторів знижується тонус судин легень, підвищується ударний об'єм та хвилинний об'єм крові, покращується кровопостачання м'язів, шкіри та слизових оболонок, проте це також супроводжується виникненням рефлекторної тахікардії та виникненням периферичних набряків. При тривалому застосуванні застосуванні препаратів групи, переважно селективних α1-блокаторів, спостерігається зниження ліпопротеїнів низької щільності та загального холестерину. Альфа-адреноблокатори також спричинюють розслаблення гладеньких м'язів простати і її капсули, а також шийки сечового міхура, наслідком чого є зменшення опору і тиску в сечових шляхах. Унаслідок цього дані препарати застосовуються при гіперплазії передміхурової залози

## Покази до застосування
Альфа-адреноблокатори початково застосовувалися для лікування артеріальної гіпертензії, у тому числі для лікування та діагностики феохромоцитоми. Проте неселективні препарати, зокрема фентоламін і троподифен, натепер практично вийшли із вжитку у зв'язку з їх низькою ефективністю та коротким періодом дії, і тому застосовуються виключно для діагностики феохромоцитоми. Препарати із підгрупи селективних α1-адреноблокаторів (празозин, доксазозин, теразозин) також початково застосовувалися для лікування артеріальної гіпертензії, проте натепер вони не є препаратами першої лінії для лікування гіпертензії, і фактично для лікування артеріальної гіпертензії з препаратів цієї групи застосовується лише урапідил, переважно у випадку резистентної гіпертензії для лікування іншими антигіпертензивними препаратами. Селективні альфа-1-адреноблокатори у зв'язку з їх дією на гладенькі м'язи простати і її капсули, а також шийки сечового міхура, натепер застосовуються для лікування доброякісної гіперплазії передміхурової залози та інших захворювань передміхурової залози, які супроводжуються затримкою сечі, причому альфузозин та теразозин були розроблені як високоселективні препарати для лікування затримки сечопуску в чоловіків. Неселективні адреноблокатори фентоламін і троподифен застосовувалися для лікування хвороби Рейно, облітеруючого ендартеріїту, початкових стадіях гангрени унаслідок облітеруючого атеросклерозу судин нижніх кінцівок, акроціанозу, трофічних виразок нижніх кінцівок, лікування пролежнів та відморожень, а також для профілактики некрозу шкіри при потраплянні під шкіру норадреналіну. Інший неселективний альфа-адреноблокатор пророксан застосовується при вегетосудинних та неврозоподібних розладах нервової системи, у тому числі при симпато-адреналових кризах, алергічних дерматитах та свербежі шкіри, хворобі Меньєра та морській хворобі, може застосовуватися також для лікування синдрому відміни при наркоманії та алкоголізмі.

## Побічна дія
При застосуванні альфа-адреноблокаторів найчастішими побічними ефектами є ортостатична артеріальна гіпотензія, яка виникає при прийомі препарату в стоячому положенні, тахікардія, задишка, набряки нижніх кінцівок. Ці побічні ефекти частіше виникають при застосуванні неселективних альфа-адреноблокаторів, та селективних альфа-1-адреноблокаторів, які початково розроблялися для лікування артеріальної гіпертензії (празозину, доксазозину, теразозину), при застосуванні високоселективних препаратів альфузозину і тамсулозину ці побічні явища зустрічаються значно рідше. Іншими побічними ефектами препаратів групи є закладеність носа, шкірний висип, свербіж шкіри, головний біль, запаморочення, почащення сечопуску, пріапізм.

## Протипокази
Протипоказами до застосування препаратів із групи альфа-адреноблокаторів є підвищена чутливості до препаратів групи, виражена артеріальна гіпотензія, виражена серцева недостатність, виражений атеросклероз судин головного мозку та порушення мозкового кровообігу, ішемічна хвороба серця, особливо із явищами стенокардії, вагітність та годування грудьми.